# Canarium pimela
Canarium pimela là một loài thực vật có hoa trong họ Burseraceae. Loài này được K.D.Koenig mô tả khoa học đầu tiên năm 1805.